# David Binney
Pour les articles homonymes, voir Binney.
David Binney, né le 2 août 1961 à Miami en Floride, est un saxophoniste américain de jazz.

## Biographie
Né à Miami en Floride, ayant grandi à Detroit où ses parents enseignent à l'université de Wayne State, David Binney écoute dès son enfance les musiques de John Coltrane, Miles Davis, Bobby Hutcherson, Wayne Shorter, mais aussi celles de Milton Nascimento, Jimi Hendrix, Sly Stone, lui conférant très tôt une culture musicale transdisciplinaire.
Il passe son adolescence à Carpinteria en Californie où il étudie le saxophone. À 19 ans, il s'installe à New York pour y jouer ses premiers concerts et prolonger sa formation avec Phil Woods, Dave Liebman et George Coleman. Il bénéficie en 1989 d'une bourse du National Endowment for the Arts qui lui permet de financer l'enregistrement de son premier album, Point Game (1991).
Cofondateur du groupe Lost Tribe (en) et du quartet Lan Xang, il se produit sur la scène new-yorkaise en même temps qu'il se fait connaître pour ses participations au prestigieux Big Band de Gil Evans et Maria Schneider, ses collaborations avec Chris Potter, Jim Hall, Bobby Previte (en) ou Cecil McBee. Il accompagne sur scène Aretha Franklin et Maceo Parker, et participe à de nombreux projets de jazz contemporain, en particulier avec Medeski, Martin and Wood, Uri Caine, et Drew Gress (en).
En 1995 il fonde son propre label, Mythology Records.

## Discographie

### En tant que leader ou coleader
- 2022  : Tomorrow's Journey[1] avec Luca Mendoza, Paul Cornish, Ethan Moffit, Logan Kane, Benjamin Ring, Kenny Wollesen, Aaron Janik et Jon Hatamiya chez Ghost Note Records[2]
- 2022 : Where Infiinity Begins[3]
- 2021 : Aerial 2[4]
- 2020 : Basu[5] avec Kenny Wollesen
- 2020 : Aerial[6]
- 2019 : Here & Now[7]
- 2014 : Anacapa (Wayne Krantz, Adam Rogers, John Escreet, Matt Brewer, Obed Calvaire, Dan Weiss), Criss Cross Jazz (en)
- 2013 : Lifted Land, Criss Cross Jazz
- 2011 : Barefooted Town, Criss Cross Jazz
- 2011 : Graylen Epicenter[8], Mythology Records
- 2010 : Aliso, Criss Cross Jazz
- 2009 : Third Occasion[9], Criss Cross Jazz
- 2007 : Oceanos (Edward Simon, Scott Colley, Brian Blade), Criss Cross Jazz
- 2006 : Cities and Desire (Mark Turner, Craig Taborn, Thomas Morgan, Dan Weiss), Criss Cross Jazz
- 2006 : Out of Airplanes[10] (Bill Frisell, Craig Taborn, Kenny Wollesen, Eivind Opsvik), Mythology Records
- 2005 : Bastion of Sanity' (Chris Potter, Jacob Sacks, Dan Weiss, Thomas Morgan), Criss Cross Jazz
- 2005 : Fiestas de Agosto (avec Edward Simon, Red Records
- 2004 : Welcome to Life (Chris Potter, Craig Taborn, Brian Blade, Scott Colley, Adam Rogers), Mythology Records
- 2002 : Balance (Wayne Krantz, Uri Caine, Tim Lefebvre, Fima Ephron, Donny McCaslin, Adam Rogers, Jim Black), ACT
- 2001 : South (Chris Potter, Uri Caine, Brian Blade, Scott Colley, Adam Rogers, Jim Black), ACT
- 2003 : A Small Madness[11] (avec Jeff Hirshfield), Auand Records
- 2001 : Afinidad (Edward Simon, Brian Blade, Scott Colley, Adam Rogers, Lucia Pulido),  RED Records
- 2000 : Lan Xang, Hidden Gardens, Naxos Records
- 1998 : Lan Xang, Lan Xang (Scott Colley, Donny McCaslin, Jeff Hirshfield), Mythology Records
- 1998 : Free to Dream[12] (Jeff Hirshfield, Edward Simon, Kenny Wollesen, Scott Colley, Adam Rogers, Donny McCaslin), Mythology Records
- 1995 : The Luxury of Guessing[13] (Jeff Hirshfield, Scott Colley, Uri Caine, Ben Monder, Donny McCaslin), Audioquest Records
- 1993 : Lost Tribe (Fima Ephron, Adams Rogers, David Gilmore, Ben Perowsky Windham), Hill Records
- 1991 : Point Game (Marvin "Smitty" Smith, Edward Simon, Lonnie Plaxico, Adam Rogers),  Owl Records/Mesa-Bluemoon Records

### En tant que sideman
Avec Leïla Olivesi
- 2015 : Utopia (Jazz & People)